# أنابيب استخراج
أنابيب استخراج  في استخراج النفط (بالإنجليزية: Production tubing) هو أنبوب يستخدم في أبار البترول لاستخراج النفط .
ويمرر انبوب الاستخراج خلال إلى البئر المحفور خلال أنبوب تغليف معدني، بعد وضعه في مكانه وتثبيته بالخرسانة . ويقوم أنبوب الاستخراج مع المعدات الأخرى المكونة لحلقة الاستخراج بسحب مستمر من المنطقة الإنتاجية للبئر إلى رأس البئر بحيث يمكن تجميع النفط و الغاز . ويبلع قطر أنبوب الاستخراج بين 5 سنتيمتر و 10 سنتيمتر ويبقى محفوظا في غلافه المعدني طوال عملية الاستخراج بواسطة جهاز ماسك قابل للاستطالة .
وفي حالة وجود عدة مناطق أنتاجية للبئر، فيمكن تثبيت عدد من أنابيب استخراج قد يصل عددها إلى أربعة أنابيب .

## اقرأ أيضا
- بئر نفط
- تغلفة
- تجهيز

## وصلات خارجية
- Schlumberger Oilfield Glossary: production tubing